# Uroš Peterka
Uroš Peterka (* 8. März 1981; † 30. Mai 2021) war ein slowenischer Skispringer.

## Werdegang
Uroš Peterka nahm vorwiegend an Sprungwettbewerben des Skisprung-Continental-Cups teil.
Seine erste und beste Podiumsplatzierung erreichte er am 26. Januar 2002 in Westby, wo er hinter dem US-Amerikaner Thomas Schwall Rang 2 holte.
Am 10. Februar 2002 erreichte Peterka beim Springen im italienischen Gallio seinen zweiten und letzten Podestplatz. Für Rang drei sprang er den bis heute gültigen Schanzenrekord von 105,5 m auf der Anlage Trampolino del Pakstall. In der Gesamtwertung der Saison 2001/02 belegte er den 45. Rang und erreichte damit sein bestes Ergebnis. Ab der Sommersaison 2003 trat Peterka ausschließlich bei COC-Springen in Slowenien an. Bei seinem letzten Wettbewerb am 10. Juli 2005 wurde er wegen eines nicht regelkonformen Anzuges disqualifiziert.
Sein letzter internationaler Auftritt bei einem FIS-Cup in Ljubno brachte ihm am 22. Januar 2006 den 8. Platz ein. Bei den Slowenischen Meisterschaften im Skispringen 2010 erreichte er im Team mit Anže Lanišek, Jaka Kosec und Matjaž Pungertar den 9. Rang.
Er starb im Alter von 40 Jahren nach einem Motorradunfall nahe Vransko, bei dem er mit einem Lastwagen kollidiert war, auf dem Transport ins Krankenhaus.
Uroš Peterka war der jüngere Bruder des ehemaligen slowenischen Skispringers Primož Peterka.

## Erfolge

### Continental-Cup-Platzierungen
| Saison  | Platz | Punkte |
| ------- | ----- | ------ |
| 1996/97 | 127.  | 002    |
| 1997/98 | 127.  | 002    |
| 2001/02 | 045.  | 244    |
| 2002/03 | 141.  | 023    |
| 2003/04 | 106.  | 015    |